# Кратценбург
Кратценбург (нім. Kratzenburg) — громада в Німеччині, розташована в землі Рейнланд-Пфальц. Входить до складу району Рейн-Гунсрюк. Складова частина об'єднання громад Еммельсгаузен.
Площа — 7,16 км2. Населення становить 394 ос. (станом на 31 грудня 2020).